# Polypodium singeri
Polypodium singeri là một loài dương xỉ trong họ Polypodiaceae. Loài này được de la Sota mô tả khoa học đầu tiên năm 1960.